# 3×3
《3×3》는 영국의 록 밴드 제네시스의 두 번째 EP이다. 1982년 5월 카리스마 레코즈를 통해 발매되었다. 수록된 세 곡은 원래 열한 번째 스튜디오 음반인 《Abacab》(1981)을 위해 만들어졌으나, 최종 곡 선정 과정에서 빠지게 되었다. 《3×3》는 영국 싱글 차트에서 10위에 올랐다.

## 트랙 리스트
모든 곡은 토니 뱅크스, 필 콜린스, 마이크 러더포드가 작사·작곡하였다.

### Side A
1. 〈Paperlate〉 – 3:20
2. 〈You Might Recall〉 – 5:30

### Side B
1. 〈Me and Virgil〉 – 6:18